# Mariano González-Arnao
Mariano Gonzalez-Arnao Conde-Luque (Madrid, 15 de agosto de 1928-ídem, 7 de septiembre de 2020) fue un historiador español especializado en temas hispánico-británicos.

## Biografía
Fue hijo del diplomático español Vicente Gonzalez-Arnao Amar de la Torre y descendiente de distintos funcionarios al servicio del Estado como Vicente González Arnao.
Tras finalizar sus estudios universitarios de Derecho en 1953, se estableció en el Reino Unido.
En la década de 1970 comenzó a trabajar para RTVE, llegando a representar a este ente público en varias ediciones del Festival de Televisión de Mónaco.
Desde finales de esa década fue nombrado director de Relaciones Internacionales de RTVE.
En su faceta de historiador estuvo especializado en las relaciones hispano-británicas en el siglo XVI escribiendo libros sobre la Armada Invencible o Francis Drake.
Contribuyó con distintos artículos en revistas de divulgación histórica como Historia y Vida o Historia 16.

## Obras
- Los náufragos de la Armada Invencible. Madrid: Dirección de Relaciones Exteriores, Ente Público RTVE, Servicio de Publicaciones. 1988. ISBN 84-505-7714-4.
- Quién lo dijo, cuándo y por qué. Tibidabo. 1991.
- Derrota y muerte de Sir Francis Drake, a Coruña 1589-Portobelo 1596. Junta de Galicia. 1995. ISBN 978-84-453-1463-0.